# Новый Эльфсборг
Новый Эльфсборг (швед. Nya Elfsborg) — морская крепость в устье реки Гёта-Эльв в Каттегате. Расположена на северной окраине входа в порт Гётеборга на небольшом острове Чуркугордсхольмен. Основана в 1650 году на месте старой крепости Эльфсборг.

## История

### Строительство
В 1645 году для защиты порта Гётеборга на острове Чуркугордсхольмен была временно размещена артиллерия. Спустя два года началось строительство постоянных укреплений. Проект подготовил генерал-квартирмейстер Юхан Верншёльд. Первый этап строительства был завершён к 1651 году. Крепость выглядела как пятиугольник с бастионами с горнверками. Когда Дания в 1657 году вступила в Первую Северную войну, гарнизон предпочёл оставить остров, на котором ещё не закончилось возведение всех задуманных укреплений.
После завершения войны строительство продолжилось. Однако работы затянулись. Многие объекты всё ещё не были завершены до конца 1670-х годов. После сноса в 1661 году всех старых укреплений комплексу дали имя Новый Эльфсборг. В 1686 году была добавлена центральная башня. Крепость начала приходить в упадок в 1690-х годах. Но в 1697 году началась реконструкция укреплений.

### Датские нападения
В ходе Северной войны 2 мая 1717 года командир датско-норвежской эскадры Педер Торденшёльд сумел со своими кораблями беспрепятственно пройти мимо крепости Новый Эльфсборг и атаковал шведский флот, стоявший в гавани Гётеборга. Однако атака оказалась неудачной. Шведских моряков не удалось застать врасплох и они оказали серьёзное сопротивление. Торденшёльд был вынужден начать отход, и как раз в это время его флот подвергся сильному обстрелу из островной крепости.
20 июля 1719 года Торденшёльд вновь вернулся к Гётеборгу во главе эскадры. В тот же день он начал размещать 36 16-фунтовых орудий на острове Стура-Аспхольмен, который находится к северо-западу от Нового Эльфсборга. Кроме того, он выгрузил четыре тяжёлые бомбарды на остров Лилля-Аспхольмен. В тот же вечер датчане открыли огонь по крепости. На следующий день одиннадцать датских кораблей также начали бомбардировку Нового Эльфсборга. Хотя гарнизон крепости был незначителен, командир Юхан Лиллье отказался поднимать белый флаг. В ночь на 24 июля шведский генерал Георг Богислаус Сталь фон Гольштейн доставил четыре пушки и 40-фунтовую бомбарду из Гётеборга на северный берег Эльвсборгс-фьорда. Он установил там батарею, чтобы на следующее утро можно было открыть огонь по отряду Торденшельда. Этот дерзкий план сработал. Датчане, не став рисковать и бросив часть орудий на Лилля-Аспхольмене, отступили.
Эскадра Торденшельда блокировала гавань Гётеборга до 22 сентября. Но шведы за это время успели восстановить повреждённые укрепления. После этого инцидента гарнизон крепости Новый Эльфсборг был усилен, а стены, бастионы и пушки поддерживалась в идеальном состоянии. Вплоть до 1744 году, пока сохранялась угроза войны с Данией, крепость оставалась наиболее боеспособной во всём королевстве.

### Мирное время
Между 1762 и 1766 годами в Новом Эльфсборге построили прочные укрытия для солдат на случай бомбардировки. Новая реконструкция крепости произошла в 1808 году. Наконец в 1869 году Новый Эльфсборг был упразднён в качестве боевой крепости.
В 1878 году фортификационная комиссия предлагала перестроить крепость, используя стальные конструкции, однако от этих планов в итоге отказались.

## Современное состояние
Сегодня Новый Эльфсборг, который с 1935 года числится в списке Культурного наследия, является туристической достопримечательностью. Летом в крепость можно добраться из Гётеборга на специальных корабликах. В Новом Эльфсборге регулярно проходят театральные представления и концерты.

## Галерея
- Вид на крепость со стороны Гётеборга
- Вид на крепость со стороны моря
- Внутри крепости
- Орудие на одном из бастионов
- Ресторан в казематах крепости